# Принцеса на горошині (фільм, 1977)
Принцеса на горошині (рос. «Принцесса на горошине») — радянський фільм-казка 1977 року.

## Сюжет
За мотивами казок Ганса Крістіана Андерсена: «Принцеса на горошині», «Свинопас», «Дорожній товариш», «Саме неймовірне». Коли принцу прийшла пора одружуватися, на воротах палацу з'явилося оголошення: «Потрібна принцеса». Але принц не дочекався візиту та вирушив сам на пошуки. Обійшовши безліч земель, принц повернувся додому, де незабаром знайшов ту, про яку мріяв.

## У ролях
- Ірина Малишева —  принцеса на горошині
- Андрій Подош'ян —  принц  (озвучує Станіслав Захаров)
- Інокентій Смоктуновський —  король-батько
- Аліса Фрейндліх —  королева-мати
- Ірина Юревич —  1-а принцеса
- Марина Лібакова-Ліванова —  2-а принцеса
- Світлана Орлова —  3-тя принцеса
- Юрій Чекулаєв —  1-й король
- Олександр Калягін —  2-й король
- Ігор Кваша —  троль
- Галина Бєлозьорова —  осикова діва
- Володимир Зельдін —  обер-гофмейстер
- Микола Лавров —  художник
- Євген Стеблов —  поет
- Йозеф Себек —  переможець
- Інга Будкевич —  маркіза
- Василь Купріянов —  свинопас
- Валентин Голубенко —  кат
- Надія Самсонова —  головна фрейліна
- Ірина Мурзаєва —  маркіза
- Віктор Сергачов —  глашатай

## Знімальна група
- Режисер:  Борис Рицарєв
- Сценарій:  Фелікс Миронер
- Оператор:  В'ячеслав Єгоров,  Олександр Мачільский
- Художник:  Ольга Кравченя, Надія Фадєєва